# Нитрат гексаамминкобальта(III)
Нитрат гексаамминкобальта(III) — неорганическое соединение,
комплексный аммин соли металла кобальта и азотной кислоты
с формулой [Co(NH3)6](NO3)3,
жёлтые кристаллы,
слабо растворяется в воде.

## Получение
- Действие азотной кислоты на раствор хлорида гексаамминкобальта(III):

{\displaystyle {\mathsf {[Co(NH_{3})_{6}]Cl_{3}+3HNO_{3}\ {\xrightarrow {}}\ [Co(NH_{3})_{6}](NO_{3})_{3}\downarrow +3HCl}}}

## Физические свойства
Нитрат гексаамминкобальта(III) образует жёлтые кристаллы.
Слабо растворяется в воде.